# Franz Wöhrer
Franz Wöhrer (Bécs, 1939. június 5. –) osztrák nemzetközi labdarúgó-játékvezető. Polgári foglalkozása: főiskolai tornatanár.

## Pályafutása

### Nemzeti játékvezetés
Egy barátjának felkérésére együtt vettek részt egy alaptanfolyamon. A játékvezetői vizsgát 1957-ben tette le. A küldési gyakorlat szerint rendszeres partbírói tevékenységet is végzett. 1964-ben minősítették az osztrák Bundesliga (Staatsliga) játékvezetőjének. Az aktív nemzeti játékvezetéstől 1987-ben vonult vissza. Első ligás mérkőzéseinek száma több, mint 300.

#### Nemzeti kupamérkőzések

##### Osztrák labdarúgókupa
Az osztrák JB elismerve szakmai felkészültségét, a kupasorozatban kiemelkedően foglalkoztatta bíróként.

### Nemzetközi játékvezetés
Az Osztrák labdarúgó-szövetség Játékvezető Bizottsága (JB) terjesztette fel nemzetközi játékvezetőnek, a Nemzetközi Labdarúgó-szövetség (FIFA) 1967-től tartotta nyilván bírói keretében. A FIFA JB központi nyelvei közül a németet beszéli. 
Több nemzetek közötti válogatott és klubmérkőzést vezetett, vagy működő társának partbíróként segített. Az osztrák nemzetközi játékvezetők rangsorában, a világbajnokság-Európa-bajnokság sorrendjében többedmagával a 2. helyet foglalja el 14 találkozó szolgálatával. Európai-kupamérkőzések irányítójaként az örök ranglistán a 10. helyet foglalja el 57 találkozó vezetésével. 1987-ben vonult vissza a nemzetközi játékvezetéstől. Nemzetközi mérkőzéseinek száma: 160. Az UEFA által szervezett labdarúgó kupasorozatokban összesen 57 mérkőzést vezetett, amivel az előkelő tizedik helyen áll.

#### Labdarúgó-világbajnokság

##### U20-as labdarúgó-világbajnokság
Tunéziában rendezték az első, az 1977-es ifjúsági labdarúgó-világbajnokságot, ahol a FIFA JB játékvezetői feladattal bízta meg.

###### 1977-es ifjúsági labdarúgó-világbajnokság
| Időpont          | Helyszín                       | Mérkőzés típusa              | Mérkőzés             | Eredmény |
| ---------------- | ------------------------------ | ---------------------------- | -------------------- | -------- |
| 1977. június 30. | Stade El Menzah Stadion, Rades | csoportmérkőzés (A. csoport) | Spanyolország–Mexikó | 1 : 1    |

---
Négy világbajnoki döntőhöz vezető úton Nyugat-Németországba a X., az 1974-es labdarúgó-világbajnokságra,  Argentínába a XI., az 1978-as labdarúgó-világbajnokságra. Spanyolországba a XII., az 1982-es labdarúgó-világbajnokságra, valamint Mexikóba a XIII., az 1986-os labdarúgó-világbajnokságra a FIFA JB játékvezetőként alkalmazta. Selejtező mérkőzéseket az UEFA, a CAF és az AFC zónákban vezetett. A FIFA JB elvárása szerint, ha nem vezetett, akkor partbíróként tevékenykedett. 1982-ben egy csoportmérkőzésen, a második körben a NSZK–Spanyolország (2:1) találkozót irányító Paolo Casarin mellé egyes számú besorolást kapott, játékvezetői sérülés esetén továbbvezethette volna a találkozót. Világbajnokságon vezetett mérkőzéseinek száma: 1 + 1 (partbíró).

##### 1974-es labdarúgó-világbajnokság

###### Selejtező mérkőzés
| Időpont          | Helyszín                      | Mérkőzés típusa           | Mérkőzés        | Eredmény | Nézők száma |
| ---------------- | ----------------------------- | ------------------------- | --------------- | -------- | ----------- |
| 1973. április 8. | Municipal Stadion, Luxembourg | előselejtező (2. csoport) | Luxemburg–Svájc | 0 : 1    | 8 405       |

##### 1978-as labdarúgó-világbajnokság

###### Selejtező mérkőzés
| Időpont             | Helyszín                    | Mérkőzés típusa                     | Mérkőzés                 | Eredmény | Nézők száma |
| ------------------- | --------------------------- | ----------------------------------- | ------------------------ | -------- | ----------- |
| 1976. december 12.  | Városi Stadion, Casablanca  | CAF zóna                            | Marokkó–Tunézia          | 1 : 1    |             |
| 1976. október 9.    | Karaiskaki Stadion, Pireusz | előselejtező (9. csoport)           | Görögország–Magyarország | 1 : 1    | 25 255      |
| 1977. augusztus 14. | Központi Stadion, Melbourne | Ázsia (AFC)/Óceánia (OFC) zónadöntő | Ausztrália–Irán          | 0 : 1    |             |

##### 1982-es labdarúgó-világbajnokság

###### Selejtező mérkőzés
| Időpont              | Helyszín                                | Mérkőzés típusa           | Mérkőzés            | Eredmény | Nézők száma |
| -------------------- | --------------------------------------- | ------------------------- | ------------------- | -------- | ----------- |
| 1980. szeptember 10. | Rasunda Stadion, Stockholm              | előselejtező (6. csoport) | Svédország–Skócia   | 1 : 1    | 39 831      |
| 1981. június 3.      | Idrætsparken Stadion, Koppenhága        | előselejtező (5. csoport) | Dánia–Olaszország   | 3 : 1    | 36 300      |
| 1981. szeptember 9.  | Evžena Rošického Strahov Stadion, Prága | előselejtező (3. csoport) | Csehszlovákia–Wales | 2 : 0    | 38 000      |

###### Világbajnoki mérkőzés
| Időpont          | Helyszín                 | Mérkőzés típusa              | Mérkőzés     | Eredmény | Nézők száma |
| ---------------- | ------------------------ | ---------------------------- | ------------ | -------- | ----------- |
| 1982. június 15. | Riazor Stadion, A Coruña | csoportmérkőzés (A. csoport) | Kamerun–Peru | 0 : 0    | 11 000      |

##### 1986-os labdarúgó-világbajnokság

###### Selejtező mérkőzés
| Időpont            | Helyszín                       | Mérkőzés típusa           | Mérkőzés       | Eredmény | Nézők száma |
| ------------------ | ------------------------------ | ------------------------- | -------------- | -------- | ----------- |
| 1985. április 6.   | Vasil Levski Stadion, Szófia   | előselejtező (4. csoport) | Bulgária–NDK   | 1 : 0    | 40 000      |
| 1985. november 13. | Lansdowne Road Stadion, Dublin | előselejtező (6. csoport) | Írország–Dánia | 1 : 4    | 12 000      |

#### Labdarúgó-Európa-bajnokság
Három európai-labdarúgó torna döntőjéhez vezető úton Olaszországba a VI., az 1980-as labdarúgó-Európa-bajnokságra, Franciaországba a VII., az 1984-es labdarúgó-Európa-bajnokságra, illetve Német Szövetségi Köztársaságba a VIII., az 1988-as labdarúgó-Európa-bajnokságra az UEFA JB játékvezetőként foglalkoztatta.

##### 1980-as labdarúgó-Európa-bajnokság

###### Selejtező mérkőzés
| Időpont            | Helyszín                  | Mérkőzés típusa           | Mérkőzés            | Eredmény | Nézők száma |
| ------------------ | ------------------------- | ------------------------- | ------------------- | -------- | ----------- |
| 1978. november 15. | Olimpiai Stadion, Wrocław | előselejtező (4. csoport) | Lengyelország–Svájc | 2 : 0    | 45 000      |

##### 1984-es labdarúgó-Európa-bajnokság

###### Selejtező mérkőzés
| Időpont           | Helyszín               | Mérkőzés típusa           | Mérkőzés                 | Eredmény | Nézők száma |
| ----------------- | ---------------------- | ------------------------- | ------------------------ | -------- | ----------- |
| 1982. október 10. | Luz Stadion, Lisszabon | előselejtező (2. csoport) | Portugália–Lengyelország | 2 : 1    | 75 000      |

##### 1988-as labdarúgó-Európa-bajnokság

###### Selejtező mérkőzés
| Időpont            | Helyszín                   | Mérkőzés típusa           | Mérkőzés           | Eredmény | Nézők száma |
| ------------------ | -------------------------- | ------------------------- | ------------------ | -------- | ----------- |
| 1983. november 16. | Kurt-Wabbel Stadion, Halle | előselejtező (1. csoport) | NDK–Skócia         | 2 : 1    | 18 000      |
| 1986. november 12. | Wembley Stadion, London    | előselejtező (4. csoport) | Anglia–Jugoszlávia | 2 : 0    | 60 000      |

#### Olimpiai játékok
Az 1980. évi nyári olimpiai játékok  labdarúgó tornájának találkozóin a FIFA JB bírói szolgálattal bízta meg.

##### 1980. évi nyári olimpiai játékok
| Időpont          | Helyszín                | Mérkőzés típusa              | Mérkőzés                  | Eredmény | Nézők száma |
| ---------------- | ----------------------- | ---------------------------- | ------------------------- | -------- | ----------- |
| 1980. július 20. | Lenin Stadion, Moszkva  | csoportmérkőzés (A. csoport) | Szovjetunió–Venezuela     | 4 : 0    |             |
| 1980. július 29. | Dinamo Stadion, Moszkva | egyik elődöntő               | Csehszlovákia–Jugoszlávia | 2 : 0    | 48 000      |

#### Nemzetközi kupamérkőzések
Vezetett kupadöntők száma: 2.

##### Bajnokcsapatok Európa-kupája
| Időpont | Helyszín             | Mérkőzés típusa             | Mérkőzés                                   | Eredmény |
| ------- | -------------------- | --------------------------- | ------------------------------------------ | -------- |
| 1985.   | Népstadion, Budapest | BEK visszavágó (1. forduló) | Budapest Honvéd FC–Grasshopper Club Zürich | 2 : 1    |

##### Kupagyőztesek Európa-kupája
Az Európai Labdarúgó-szövetség (UEFA) JB szakmai munkájának elismeréseként megbízta a döntő találkozó koordinálásával.
| Időpont        | Helyszín              | Mérkőzés típusa | Mérkőzés                           | Eredmény | Nézők száma |
| -------------- | --------------------- | --------------- | ---------------------------------- | -------- | ----------- |
| 1986. május 2. | Gerland Stadion, Lyon | döntő           | FK Dinamo Kijiv–Atlético de Madrid | 3 : 0    | 39 300      |

##### Interkontinentális kupa
| Időpont            | Helyszín               | Mérkőzés típusa | Mérkőzés                    | Eredmény | Nézők száma |
| ------------------ | ---------------------- | --------------- | --------------------------- | -------- | ----------- |
| 1987. december 13. | Nemzeti Stadion, Tokió | döntő           | Porto–CA Peñarol (uruguayi) | 2 : 1    | 45 000      |

#### A magyar labdarúgó-válogatott mérkőzései (1902–1929)
| Időpont           | Helyszín             | Mérkőzés típusa | Mérkőzés                   | Eredmény | Nézők száma |
| ----------------- | -------------------- | --------------- | -------------------------- | -------- | ----------- |
| 1976. május 22.   | Népstadion, Budapest | felkészülési    | Magyarország–Franciaország | 1 : 0    | 8 726       |
| 1986. március 16. | Népstadion, Budapest | barátságos      | Magyarország–Brazília      | 3 : 0    | 70 000      |

## Sportvezetőként
Aktív pályafutását befejezve az osztrák JB keretében játékvezető ellenőrként tevékenykedik.

## Szakmai sikerek
1989-ben a nemzetközi játékvezetés hírnevének erősítése, hazájában 10 éve a legmagasabb Ligában (osztályban) folyamatosan tevékenykedő, eredményes pályafutása elismeréseként, a FIFA JB felterjesztésére az 1965-ben alapított International Referee Special Award címmel és oklevéllel tüntette ki.